# 幻華宵月
「幻華宵月」（まぼろしのはな よいのつき）は、秋乃茉莉の初のイラスト集である。2007年10月1日に朝日ソノラマより初版発行されている。 
原作者・秋乃茉莉の漫画作品『Petshop of Horrors』から著者が選んだ水彩とカラーインクで描かれたカラーイラストに完全収録された。
帯より「華麗、流麗にして妖艶な秋乃茉莉の世界がここにある！ペットショップに集う美しくも妖しい世界……。」と評した。